# 科馬里夫卡 (莫納斯特里斯卡區)
49°1′19″N 25°6′36″E / 49.02194°N 25.11000°E
科馬里夫卡（烏克蘭語：Комарівка），是烏克蘭的村落，位於該國西部捷爾諾波爾州，由喬爾特基夫區負責管轄，面積1.8平方公里，2001年人口293，人口密度每平方公里163.1人。